# Кизилкаїн
Кизилкаї́н (каз. Қызылқайың) — село у складі Шиєлійського району Кизилординської області Казахстану. Входить до складу Ортакшильського сільського округу.
У радянські часи село називалось Кизилкайин або Сирдар'їнський.
Населення — 203 особи (2021; 229 у 2009, 230 у 1999, 268 у 1989).